# Gongguan, Guangdong
Gongguan (kinesiska: 公馆) är en köping i sydöstra Kina. Den ligger i stadsdistriktet Maonan i staden Maoming i provinsen Guangdong, omkring 300 kilometer sydväst om provinshuvudstaden Guangzhou. Antalet invånare är 63 792. Befolkningen består av 30 750 kvinnor och 33 042 män. Barn under 15 år utgör 22,0 %, vuxna 15-64 år 68 %, och äldre över 65 år 9,0 %.